# Elecciones parlamentarias de Estonia de 2019
Las elecciones parlamentarias se realizaron en Estonia el 3 de marzo de 2019. Los 101 miembros recién elegidos del 14º Riigikogu se reunieron en el castillo de Toompea en Tallin diez días después de las elecciones. El Partido Reformista se mantuvo como el partido más votado y ganó 4 escaños, obteniendo el mejor resultado de su historia, mientras que el Partido Popular Conservador (EKRE) obtuvo la mayor ganancia de escaños, aumentando su número de asientos a diecinueve.
El resultado del Partido del Centro quedó por debajo de las expectativas después de haber sido encuestado en estrecha competencia con el Partido Reformista justo antes de las elecciones. Isamaa y SDE perdieron apoyo. Estonia 200 finalizó con un 4,4%, apenas por debajo del umbral del 5%. El porcentaje de votos del Partido Libre cayó a solo el 1,2%, lo que provocó que el partido perdiera los ocho escaños que ganó en 2015.
En enero de 2019, el Comité Electoral Nacional anunció que diez partidos políticos y catorce candidatos individuales se habían registrado para participar en las elecciones parlamentarias de 2019. Durante el período de campaña, los temas más discutidos fueron los impuestos sobre la renta y la inmigración. Miembros de los partidos políticos en competencia también participaron en múltiples debates organizados en enero y febrero de 2019.
El 6 de abril, las negociaciones para una coalición gobernante terminaron entre el Partido del Centro, EKRE e Isamaa, luego de que los partidos acordaron un plan de coalición. Las partidos acordaron que Jüri Ratas mantendría el rol de Primer Ministro y que habría cuatro cambios de nombre y rol en las carteras ministeriales. Las partidos también acordaron que el nuevo gabinete contendrá quince ministerios (incluido el PM), y cada agrupación recibirá un total de cinco ministerios.

## Antecedentes
Tras las elecciones parlamentarias de 2015, el Partido Reformista inició conversaciones de coalición con los Socialdemócratas, la Unión Pro Patria y Res Publica (IRL) y el Partido Libre. Después de casi tres semanas de negociaciones, el Partido Libre abandonó las conversaciones de coalición, principalmente debido a desacuerdos sobre los impuestos y la financiación estatal de los partidos. Los tres partidos restantes, conocidos como los partidos de la Triple Alianza, firmaron el acuerdo de coalición el 8 de abril de 2015 y el gabinete asumió el cargo el 9 de abril.
El 9 de septiembre de 2016, la ministra de Asuntos Exteriores, Marina Kaljurand, anunció su dimisión para presentarse de forma independiente a las elecciones presidenciales de Estonia de 2016. Anteriormente había sido la favorita para la candidatura del Partido Reformista, pero finalmente fue abandonada en favor de Siim Kallas. Posteriormente, Kaljurand se postuló para el Parlamento Europeo en la lista del Partido Socialdemócrata.
El 7 de noviembre de 2016, los socialdemócratas y la Unión Pro Patria y Res Publica anunciaron que pedían la dimisión del primer ministro Taavi Rõivas y planeaban negociar un nuevo gobierno mayoritario. El anuncio se produjo poco después de que la oposición presentara una moción para expresar su falta de confianza en el gobierno de Rõivas. SDE e IRL procedieron a apoyar la moción, dejando a Reforma como el único partido que apoyó a Rõivas. Rõivas comentó la situación negándose a dimitir y argumentando que un gobierno elegido democráticamente sólo debería ser destituido mediante un voto democrático. En el siguiente voto de confianza, el 9 de noviembre, la mayoría del Riigikogu votó a favor de derrocar al gobierno del primer ministro. En las siguientes conversaciones de coalición, el Partido del Centro, SDE e IRL formaron una nueva coalición encabezada por el presidente del Partido del Centro, Jüri Ratas. La nueva coalición prestó juramento el 23 de noviembre, convirtiéndose en la primera vez desde 1999 que el liberal Partido Reformista quedaba fuera del gobierno.
El 6 de diciembre de 2016, el ministro de Asuntos Rurales, Martin Repinski, dimitió debido a las críticas masivas de los medios de comunicación a las prácticas comerciales cuestionables de su granja de cabras. El Partido del Centro decidió nominar a Tarmo Tamm como su sucesor.
El 24 de mayo de 2017, el ministro de Administraciones Públicas, Mihhail Korb, dimitió, en interés de la salud de la coalición, tras el escándalo que estalló tras su comentario sobre su falta de apoyo a la adhesión de Estonia a la OTAN. Fue reemplazado por Jaak Aab. El propio Aab dimitió el 17 de abril de 2018 tras ser sorprendido por la policía por exceso de velocidad (73 km/h en una zona de 50 km/h) y conducir bajo los efectos del alcohol (nivel de alcohol en sangre del 0,28 ‰) y fue reemplazado por Janek Mäggi, hasta entonces especialista en relaciones públicas no partidista.
El 7 de abril de 2018, el ministro de Salud y Trabajo, Jevgeni Ossinovski, anunció su intención de dimitir para centrarse en liderar el Partido Socialdemócrata en las elecciones de marzo de 2019. Fue reemplazado por Riina Sikkut.
El 6 de mayo de 2018, IRL cambió su nombre a Isamaa.

## Sistema electoral
Los 101 miembros del Riigikogu son elegidos por representación proporcional en doce distritos electorales de múltiples miembros. Los escaños se asignan utilizando un método D'Hondt modificado. Los partidos tienen que pasar un umbral nacional del 5% para ganar escaños. Si el número de votos emitidos para un candidato individual excede o iguala la cuota simple en su circunscripción (obtenida dividiendo el número de votos válidos emitidos en el distrito electoral por el número de escaños en el distrito), se consideran electos. Los escaños restantes se asignan en función de la participación de cada partido en el voto y el número de votos recibidos por los candidatos individuales. Todos los escaños no asignados a nivel de circunscripción se llenan utilizando una lista cerrada presentada por cada partido a nivel nacional.
Los ciudadanos estonios que tengan al menos 18 años, estén inscritos en la lista de votantes, no hayan sido declarados incapacitados ni condenados por ningún delito por un tribunal o estén cumpliendo una pena de prisión tienen derecho a votar.

### Escaños por distrito electoral
| Distrito electoral | Distrito electoral                                           | Escaños |
| ------------------ | ------------------------------------------------------------ | ------- |
| 1                  | Distritos de Haabersti, Põhja-Tallinn y Kristiine en Tallinn | 10      |
| 2                  | Distritos de Kesklinn, Lasnamäe y Pirita en Tallinn          | 13      |
| 3                  | Distritos de Mustamäe y Nõmme en Tallinn                     | 8       |
| 4                  | Condados de Harju (excluyendo Tallinn) y Rapla               | 15      |
| 5                  | Condados de Hiiu, Lääne y Saare                              | 6       |
| 6                  | Condado de Lääne-Viru                                        | 5       |
| 7                  | Condado de Ida-Viru                                          | 7       |
| 8                  | Condados de Järva y Viljandi                                 | 7       |
| 9                  | Condados de Jõgeva y Tartu (excluyendo Tartu)                | 7       |
| 10                 | Ciudad de Tartu                                              | 8       |
| 11                 | Condados de Võru, Valga y Põlva                              | 8       |
| 12                 | Condado de Pärnu                                             | 7       |

## Partidos participantes
El Comité Electoral Nacional de Estonia anunció que diez partidos políticos y 14 candidatos individuales se registraron para participar en las elecciones parlamentarias de 2019. Sus números de registro y orden se determinaron mediante sorteo.
| #  | Partido | Partido                     | Ideología                      | Posición Política         | Líder               | Candidatos | Resultados de 2015 | Resultados de 2015 |
| #  | Partido | Partido                     | Ideología                      | Posición Política         | Líder               | Candidatos | Votos (%)          | Escaños            |
| -- | ------- | --------------------------- | ------------------------------ | ------------------------- | ------------------- | ---------- | ------------------ | ------------------ |
| 1  |         | Partido Libre               | Conservadurismo                | Centroderecha             | Andres Herkel       | 125        | 8,7%               | 8/101              |
| 2  |         | Partido Reformista          | Liberalismo clásico            | Centroderecha             | Kaja Kallas         | 125        | 27,7%              | 30/101             |
| 3  |         | Verdes                      | Política verde                 | Centroizquierda           | Züleyxa Izmailova   | 125        | 0,9%               | 0/101              |
| 4  |         | Partido Socialdemócrata     | Socialdemocracia               | Centroizquierda           | Jevgeni Ossinovski  | 125        | 15,2%              | 15/101             |
| 5  |         | Partido de la Biodiversidad | Democracia de base             | Centro                    | Liderazgo colectivo | 73         | No existió         | No existió         |
| 6  |         | Partido Popular Conservador | Populismo de derecha           | Derecha a Extrema derecha | Mart Helme          | 125        | 8,1%               | 7/101              |
| 7  |         | Estonia 200                 | Liberalismo                    | Centro                    | Kristina Kallas     | 125        | No existió         | No existió         |
| 8  |         | Partido del Centro          | Populismo                      | Centroizquierda           | Jüri Ratas          | 125        | 24,8%              | 27/101             |
| 9  |         | Izquierda Unida Estonia     | Política de las minorías rusas | Izquierda                 | Julia Sommer        | 11         | 0,1%               | 0/101              |
| 10 |         | Isamaa                      | Conservadurismo nacional       | Centroderecha a Derecha   | Helir-Valdor Seeder | 125        | 13,7%              | 14/101             |
| —  |         | Candidatos individuales     | —                              | —                         | —                   | 14         | No existió         | No existió         |

## Campaña

### Restricciones a la publicidad
Desde el 23 de enero de 2019 hasta el día de las elecciones el 3 de marzo, estaba prohibido anunciar a un candidato individual, a un partido político o a una persona que se presentara en una lista de un partido, o su logotipo u otra marca o programa distintivo en el interior o exterior de un edificio, instalación, vehículo de transporte público o taxi, así como otra publicidad política al aire libre. No se consideraban publicidad exterior los carteles y vallas publicitarias políticas que estuvieran ubicados en el interior de locales abiertos al público (por ejemplo, en locales de una tienda, teatro, cine, etc.) y que no estuvieran colocados mirando la ventana hacia el exterior. Un nombre, una fotografía o un logotipo en un vehículo o remolque no se consideraban publicidad política exterior, pero durante el período de prohibición, el vehículo no podía tener el número de un candidato ni una llamada directa para votar por él o por cualquier otra persona. El día de las elecciones se prohibió en todas partes la realización de campañas electorales activas, incluso en la televisión y la radio. Quedó prohibido cualquier tipo de agitación política en el colegio electoral y en las salas de paso para acceder al mismo. Se permitió la organización de encuestas de opinión pública tanto durante el período electoral como el día de las elecciones.

### Iniciativas para mejorar la calidad de la campaña
La iniciativa "Kust sa tead?" ("¿Cómo lo sabes?") pedía el uso de argumentos científicos en la campaña electoral con el objetivo de resaltar la importancia de probar las afirmaciones de los políticos. A la iniciativa se sumaron, entre otros, varias universidades y centros de investigación, y sus patrocinadores fueron la canciller de Justicia Ülle Madise y el director de investigación de Milrem, Mart Noorma. Se utilizó el sitio web del evento www.kussatead.ee para recopilar notas sobre casos en los que las declaraciones de los políticos no se basaban en hechos, pruebas o argumentos científicos.
La Unión Vabaühenduste (Unión de Organizaciones No Gubernamentales) pidió a los candidatos "seguir buenas prácticas electorales para que las campañas sean significativas y éticas y ayuden al elector a tomar una decisión acertada". El comportamiento conforme a las buenas prácticas electorales era supervisado por voluntarios llamados "guardias electorales". Sus evaluaciones de la campaña se compartieron a través de Facebook y ERR. Al mismo tiempo, se esperaba que todas las personas tomaran nota de cualquier posible uso de técnicas de campaña injustas.

### Brújulas electorales
ERR, Delfi y Postimees desarrollaron brújulas electorales generales diseñadas para ayudar al votante a determinar el grado en que sus puntos de vista se parecen a los de varios partidos y candidatos. La brújula electoral de ERR "Valijakompass" (brújula electoral) se elaboró en colaboración con el Instituto Johan Skytte de Estudios Políticos de la Universidad de Tartu, según cuyo director Mihkel Solvak las declaraciones contenidas en la brújula se eligieron de tal manera que cubran tantas cuestiones controvertidas como sea posible, formulándolas de manera que obliguen a la gente a adoptar una posición clara. Los representantes de los partidos políticos involucrados en el proyecto también expresaron en cada declaración la posición de su partido, que los usuarios de la brújula pueden observar más de cerca.
En la creación de la brújula electoral "valimismootor" (motor electoral) de Delfi participaron científicos políticos de la Universidad de Tallin, que buscaron los principales temas electorales en los programas de los partidos que unen o dividen a las fuerzas políticas que compiten por el Riigikogu y desarrollaron 20 preguntas electorales basadas en ellas. Sólo se incluyeron en el motor electoral los partidos políticos que fueron evaluados como capaces de cruzar el umbral electoral y participar al menos teóricamente en la formación del gobierno. El Partido Libre criticó la brújula electoral de Delfi por excluir a varios partidos, incluidos ellos mismos, los Verdes y el Partido de la Biodiversidad. Andrés Herkel, exlíder del Partido Libre, afirmó que el equipo editorial de Delfi manipuló al público y creó la impresión de que los tres partidos políticos no existían.
Las preguntas de la brújula electoral "Hääleandja" (votante) de Postimees fueron seleccionadas por la redacción del diario junto con el politólogo Martin Mölder, quienes se basaron en encuestas de valoración encargadas por el Instituto de Estudios Sociales de Turu-uuringute AS. La brújula fue criticada por representantes del Partido del Centro, el Partido Reformista, Estonia 200, los Socialdemócratas y el Partido Libre, quienes consideraron que la brújula electoral está sesgada hacia los temas favoritos de los partidos más conservadores como EKRE e Isamaa y que contiene cuestiones problemáticas y que consideran que el comisionado del Instituto de Estudios Sociales tiene una tendencia conservadora. Martin Mölder afirmó que las preguntas fueron copiadas en gran medida de otras encuestas internacionales, que la visión del mundo del interrogador no determina las respuestas del encuestado y que Turu-uuringute AS, como proveedor de la encuesta, se aseguró de su calidad. El psicólogo Kenn Konstabel y Mai Beilmann, presidenta de la Asociación de Sociólogos de Estonia, expresaron dudas sobre la neutralidad de las preguntas utilizadas en la brújula electoral y su aplicabilidad como medida de la visión del mundo, el papel del Instituto de Estudios Sociales y la validez de Las explicaciones de Mölder. Sin embargo, el politólogo Kristjan Vassil dijo que no había visto ningún "comportamiento o codificación muy sesgado" y elogió su enfoque basado en valores.

### Promesas electorales
El Ministerio de Finanzas evaluó el impacto financiero esperado de las promesas de la plataforma electoral de los partidos políticos sobre el presupuesto estatal y su pragmatismo, incluido su cumplimiento de la Constitución de Estonia y la legislación de la Unión Europea. Según el análisis del Ministerio, la relación entre ingresos y costes de las promesas evaluadas financieramente en comparación con el presupuesto estatal de la época fue la más negativa para el EKRE y los Socialdemócratas, cuyo cumplimiento de las promesas supondría un coste adicional del 2,8 y 2.500 millones de euros respectivamente. El coste adicional más pequeño (700 y 200 millones de euros respectivamente) provendría de las promesas de Isamaa y del Partido de la Biodiversidad. Las promesas individuales más caras fueron las de EKRE de duplicar las pensiones (coste adicional de 594 millones) y reducir el IVA (ingresos faltantes de 570 millones). Al mismo tiempo, el Ministerio explicó que la suma de los costos de las promesas es condicional y no del todo correcta, porque además de las promesas que se pueden medir financieramente, los partidos tienen muchas otras promesas que son difíciles de evaluar financieramente. Según el Ministerio de Finanzas, 7 de las promesas de Estonia 200, 6 de EKRE, 5 del Partido Libre y 2 de los Socialdemócratas iban en contra de la Constitución estonia o de la legislación de la UE. Todas las promesas del Partido del Centro, del Partido Reformista e Isamaa se ajustaron a la ley.
La Cámara de Asociaciones Ecologistas publicó una evaluación resumida de las promesas medioambientales de los programas electorales y concluyó que en ellos las cuestiones medioambientales estaban más representadas que en años anteriores y que el desarrollo de las cuestiones forestales y climáticas ocupaba el primer lugar. Las asociaciones ecologistas también formularon preguntas a los partidos políticos en cinco grandes ámbitos medioambientales (planificación de grandes inversiones, cambio climático y energía, silvicultura, participación de los propietarios de tierras en la conservación de la naturaleza y tasas medioambientales). En general, las opiniones de los Verdes Estonios, el Partido de la Biodiversidad y los Socialdemócratas fueron consideradas las más responsables con el medio ambiente, mientras que las respuestas de EKRE fueron consideradas las menos respetuosas con el medio ambiente.

## Resultados

Partido ganador por condados y distritos de ciudad, excluyendo la votación electrónica que comprende el 43,8% de todos los votos:
Reforma
Centro
Popular Conservador

Partido ganador en la votación electrónica por distritos electorales:
Reforma
Centro

|                                    |                                    |         |       |         |       |
| Partido                            | Partido                            | Votos   | %     | Escaños | ±     |
|                                    | Partido Reformista                 | 162.363 | 28,93 | 34      | +4    |
|                                    | Partido del Centro                 | 129.618 | 23,10 | 26      | −1    |
|                                    | Partido Popular Conservador        | 99.671  | 17,76 | 19      | +12   |
|                                    | Isamaa                             | 64.219  | 11,44 | 12      | −2    |
|                                    | Partido Socialdemócrata            | 55.165  | 9,83  | 10      | −5    |
|                                    | Estonia 200                        | 24.448  | 4,36  | 0       | Nuevo |
|                                    | Verdes Estonios                    | 10.227  | 1,82  | 0       | 0     |
|                                    | Partido de la Biodiversidad        | 6.858   | 1,22  | 0       | Nuevo |
|                                    | Partido Libre Estonio              | 6.461   | 1,15  | 0       | −8    |
|                                    | Izquierda Unida Estonia            | 511     | 0,09  | 0       | 0     |
|                                    | Independientes                     | 1.590   | 0,28  | 0       | 0     |
|                                    |                                    |         |       |         |       |
| Votos válidos                      | Votos válidos                      | 561.141 | 99,31 | –       | –     |
| Votos nulos/en blanco              | Votos nulos/en blanco              | 3.897   | 0,69  | –       | –     |
| Total                              | Total                              | 565.045 | 100   | 101     | 0     |
| Votantes registrados/Participación | Votantes registrados/Participación | 887.420 | 63,67 | –       | –     |
| Fuente: Valimised                  |                                    |         |       |         |       |

### Resultados por distrito electoral
| Distrito Electoral | R     | R    | K     | K    | ERKE  | ERKE | Isamaa | Isamaa | SDE  | SDE  |   |
| Distrito Electoral | %     | E    | %     | E    | %     | E    | %      | E      | %    | E    |   |
| ------------------ | ----- | ---- | ----- | ---- | ----- | ---- | ------ | ------ | ---- | ---- | - |
| Distrito Electoral | No. 1 | 29,0 | 3     | 30,2 | 4     | 11,3 | 1      | 8,8    | 1    | 10,1 | 2 |
| No. 2              | 26,3  | 4    | 37,6  | 5    | 10,2  | 1    | 7,7    | 2      | 8,4  | 1    |   |
| No. 3              | 32,5  | 4    | 23,9  | 2    | 14,1  | 1    | 10,2   | 1      | 9,3  | 0    |   |
| No. 4              | 38,1  | 5    | 15,1  | 2    | 18,3  | 4    | 11,1   | 1      | 8,4  | 1    |   |
| No. 5              | 28,6  | 3    | 17,9  | 2    | 21,5  | 1    | 10,5   | 0      | 10,7 | 0    |   |
| No. 6              | 23,7  | 1    | 19,9  | 1    | 21,4  | 1    | 20,3   | 1      | 9,0  | 1    |   |
| No. 7              | 14,0  | 1    | 50,7  | 3    | 8,3   | 1    | 6,5    | 0      | 14,8 | 1    |   |
| No. 8              | 26,1  | 2    | 16,7  | 2    | 22,4  | 1    | 16,5   | 1      | 12,5 | 1    |   |
| No. 9              | 27,2  | 2    | 15,4  | 1    | 22,4  | 2    | 17,5   | 2      | 9,3  | 0    |   |
| No. 10             | 34,6  | 3    | 13,6  | 1    | 17,0  | 2    | 12,1   | 1      | 11,3 | 1    |   |
| No. 11             | 23,3  | 3    | 21,3  | 2    | 24,7  | 2    | 9,6    | 1      | 11,7 | 2    |   |
| No. 12             | 26,3  | 3    | 19,2  | 1    | 28,1  | 2    | 12,2   | 1      | 6,7  | 0    |   |
|                    |       |      |       |      |       |      |        |        |      |      |   |
| Total              | 28,93 | 34   | 23,10 | 26   | 17,76 | 19   | 11,44  | 12     | 9,83 | 10   |   |

## Formación de gobierno
Habiendo ganado la mayoría de los escaños, el Partido Reformista tomó la iniciativa para formar un nuevo gobierno. Kallas declaró que buscaría una coalición de tres partidos con Isamaa y el Partido Socialdemócrata, o una coalición de dos partidos con el Partido del Centro.
El 6 de marzo, el Partido Reformista anunció que comenzarían las conversaciones con el Partido del Centro. Dos días después, el Partido del Centro rechazó la oferta, citando diferencias de opinión sobre asuntos fiscales y alegando que las demandas del Partido Reformista eran demasiado parecidas a un ultimátum.
Después del rechazo del Partido del Centro, el Partido Reformista invitó a los Socialdemócratas y a Isamaa a las negociaciones. El partido Reformista había dicho previamente que la mala relación entre dos en el gobierno anterior sería inútil para una futura coalición.
El 11 de marzo, el Partido del Centro anunció que comenzaría conversaciones paralelas de coalición con Isamaa y el Partido Popular Conservador, mientras criticaba al Partido Reformista de "extrema incertidumbre" en la formación de una coalición. Isamaa rechazó la propuesta del Partido Reformista y aceptó la propuesta del Partido del Centro. Al mismo tiempo, el Partido Popular Conservador también decidió iniciar conversaciones de coalición con el Partido del Centro e Isamaa.

### Intento de coalición del Partido del Centro
Después de rechazar una oferta del partido Reformista para conversaciones de coalición, el líder del Partido del Centro, Jüri Ratas, entabló conversaciones con Isamaa y el Partido Popular Conservador (EKRE), siendo considerado este último como un partido de extrema derecha[cita requerida]. Ratas había descartado previamente formar una coalición con EKRE durante la campaña electoral debido a sus puntos de vista hostiles.

Cuando dije antes que sería imposible para mí cooperar con un partido político que corta las cabezas, que no está de acuerdo con ciertas nacionalidades o razas, entonces EKRE ha dicho esas cosas.
Jüri Ratas, hablando sobre EKRE en Noviembre de 2018

La posterior reversión de su postura y la inclusión de EKRE por parte de Ratas en las conversaciones de coalición después de las elecciones recibió críticas locales e internacionales. En una encuesta realizada después del inicio de las conversaciones de coalición, el partido de Jüri Ratas perdió aún más apoyo.
Los críticos de la decisión de incluir al Partido Popular Conservador en un gobierno de coalición afirmaron que Ratas está dispuesto a sacrificar los valores del Partido del Centro, la confianza de los votantes del Partido del Centro y la estabilidad del país para mantener su posición como primer ministro. Ratas ha respondido que su primer deber es buscar formas de incluir a su partido en el gobierno para poder trabajar en beneficio de sus votantes, y que la coalición continuaría apoyando firmemente a la UE y la OTAN, y enviaría mensajes de tolerancia.
Algunos miembros clave y candidatos populares del Partido del Centro de Ratas han criticado la decisión, con Raimond Kaljulaid dejando la junta de gobierno del partido en protesta. Yana Toom, miembro del partido y representante del partido en el Parlamento Europeo, expresó críticas por la decisión. Mihhail Kõlvart, popular entre los votantes de habla rusa, dijo que el Partido del Centro no puede gobernar con la política Popular Conservadora sobre los idiomas en Estonia.
La decisión de incluir al Partido Popular Conservador (EKRE) también fue criticada en una carta escrita por Guy Verhofstadt, líder del grupo ALDE en el Parlamento Europeo (el grupo del que es miembro el Partido del Centro de Ratas), sugiriendo que Ratas debería romper las conversaciones de coalición con el nacional-conservador EKRE. Ratas criticó la carta de Verhofstadt en los medios estonios.

Bruselas no debería dictar a Estonia cómo debería ser nuestra nueva coalición.
Jüri Ratas, líder del Partido del Centro, en respuesta a una petición de Guy Verhofstadt de no incluir a EKRE en la coalición.

El 6 de abril, las negociaciones de coalición terminaron entre el Partido del Centro, EKRE e Isamaa, luego de que los partidos acordaran un plan de coalición. Los partidos acordaron que Jüri Ratas mantendría el papel de primer ministro y que habría cuatro cambios de nombre y de rol en las carteras ministeriales. Los partidos también acordaron que el nuevo gabinete contendrá quince ministerios (incluido el Primer Ministro), y cada partido recibirá un total de cinco ministerios. Es la primera vez que un partido de extrema derecha está listo para ingresar al gobierno de Estonia.
El 16 de abril, la presidenta Kersti Kaljulaid le dio oficialmente a Jüri Ratas el mandato de formar el próximo gobierno, luego de que Kallas no lograra la aprobación del parlamento para formar un gobierno.

### Intento de coalición del Partido Reformista
Después del anuncio, la líder del Partido Reformista, Kaja Kallas, a quien el presidente Kersti Kaljulaid le encargó primero formar una coalición, dijo que tenía la intención de celebrar una votación en el Riigikogu el 15 de abril sobre un acuerdo de coalición que estaba tratando de formar. Kallas declaró que estaba considerando dos opciones, ya sea invitar a otro partido (excepto EKRE) a unirse a la coalición o formar un gobierno minoritario con los Socialdemócratas. También había otra opción posible, con Reforma formando una coalición con los Socialdemócratas y recibiendo el respaldo de algunos parlamentarios del Centro e Isamaa que expresaron su oposición sobre la formación de un gobierno con EKRE, pero "Kallas no ha dicho que tal configuración estaba en juego".

### Proceso de votación de la coalición
El 15 de abril, el parlamento de Estonia votó en contra del intento de coalición del Partido Reformista, con 45 diputados votando a favor, 53 votando en contra, 2 abstenciones y 1 ausente.
El 17 de abril, el parlamento de Estonia aprobó la coalición propuesta entre el Centro, EKRE e Isamaa, con un voto de 55–44, lo que le da a Jüri Ratas la oportunidad de formar un gobierno.
El Segundo Gobierno de Jüri Ratas, que contiene al Partido del Centro, EKRE e Isamaa, prestó juramento el 29 de abril de 2019.

### Cambio de gobierno de 2021
El 25 de enero de 2021, tras la dimisión de Jüri Ratas como primer ministro tras un escándalo, Kallas formó un gobierno de coalición liderado por el Partido Reformista con el Partido del Centro, convirtiéndola en la primera mujer primera ministra en la historia de Estonia.